# Stoomvaart-Maatschappij Nederland

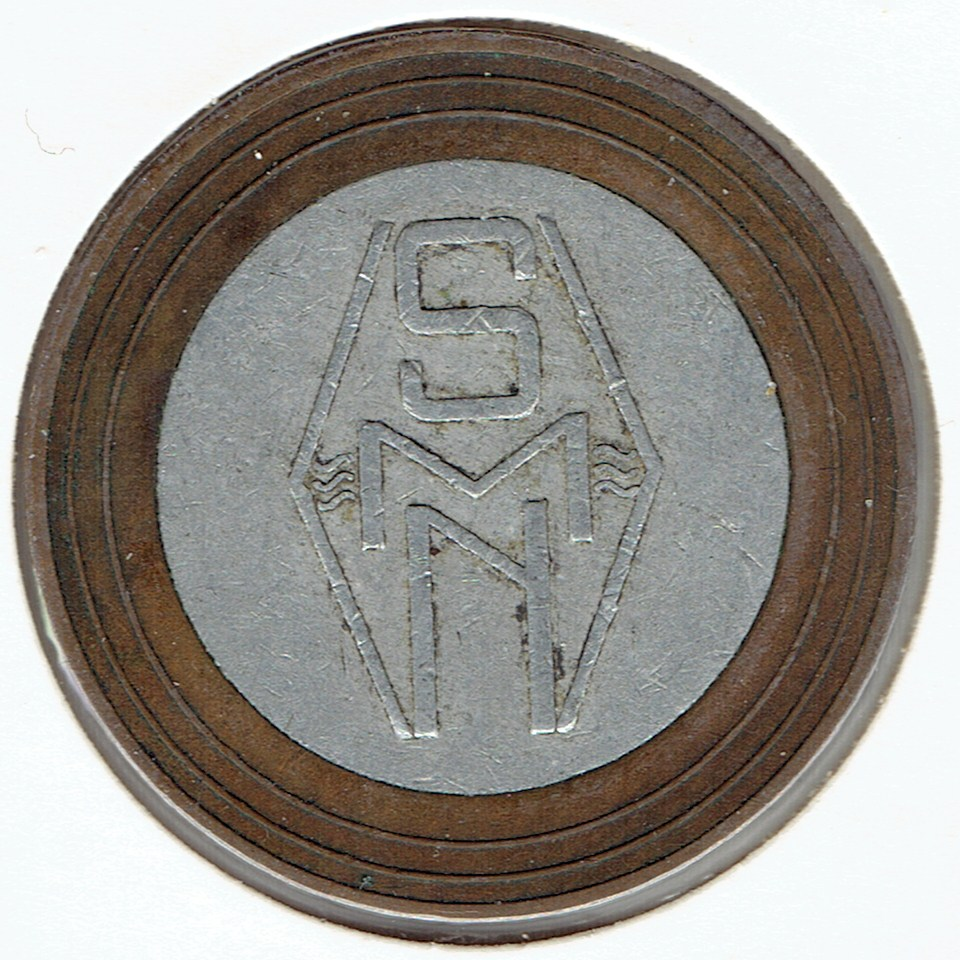
Boordgeld met het logo van de maatschappij uit 1947

De Stoomvaart-Maatschappij ‘Nederland’ (SMN) was een Nederlandse rederij gevestigd in Amsterdam die heeft bestaan tussen 1870 en 1970. In 1970 fuseerde de SMN met enkele andere Nederlandse rederijen tot de Nederlandsche Scheepvaart Unie (NSU), vanaf 1977 bekend als Nedlloyd. In het spraakgebruik stond de rederij bekend als De ‘Nederland’. Het motto van de SMN was ‘Semper Mare Navigandum’ (de zee moet steeds bevaren worden).

## Oorsprong

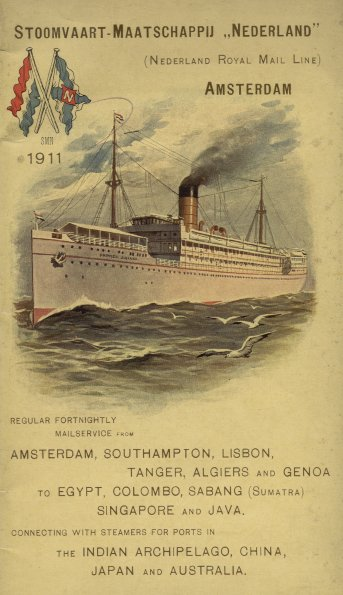
Voorzijde gids uit 1911

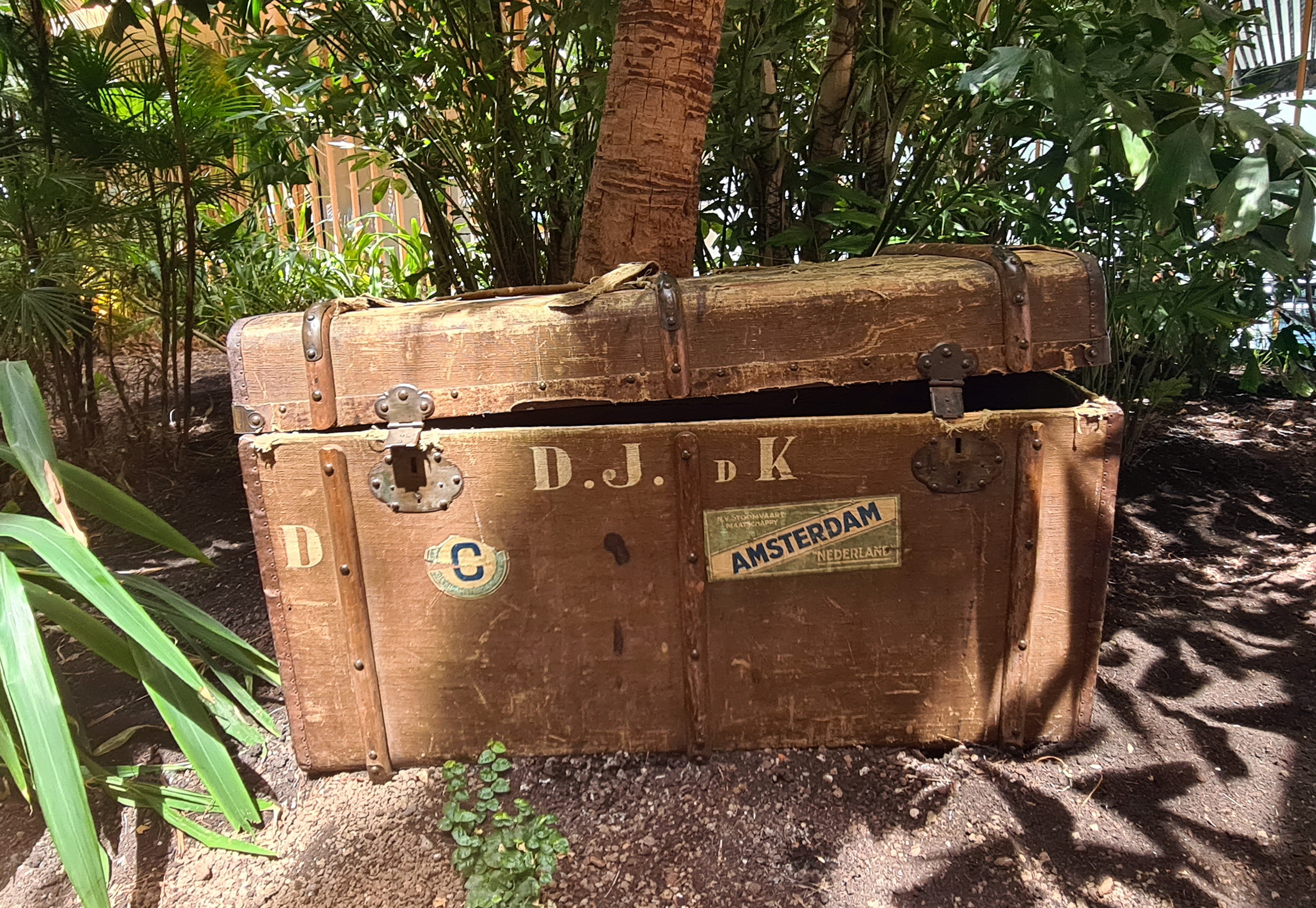
Hutkoffer met sticker van de SMN in de tuin van Hotel Jakarta op het Java-eiland

De SMN werd op 13 mei 1870 in Amsterdam opgericht voor de vaart vanuit Noordwest-Europa op het toenmalige Nederlands-Indië via het zojuist geopende Suezkanaal. Onder de oprichters waren Prins Hendrik ‘De Zeevaarder’ en Jan Boissevain, de eerste directeur. Na een brand aan boord van haar eerste schip dreigde de maatschappij al snel failliet te gaan, maar dankzij de bankier Wertheim kon ze een doorstart maken.
Het vervoer ging aanvankelijk per mailboot, waarmee zowel passagiers, post als vracht werden vervoerd. Passagiers werden vaak per trein van of naar Napels, Marseille of Genua vervoerd om de vaartijd tussen Europa en Indië zo kort mogelijk te houden.
Voor het vrachtaanbod kon de maatschappij profiteren van de zogenaamde gouvernementscultures, zoals de Banka-tinwinning, tabak, en copra. De vracht werd getransporteerd in vaten, balen, kisten en vooral zware colli. Vanuit Europa bestond het vrachtaanbod uit productiegoederen, (fabrieks)installaties en spoorwegmateriaal en -materieel.
De SMN werkte voor de vaart op Indië samen met de Rotterdamsche Lloyd (RL), later Koninklijke Rotterdamsche Lloyd (KRL). Beide rederijen richtten in 1888 voor het inter-insulaire vervoer in Indië de Koninklijke Paketvaart Maatschappij (KPM) op.

## Havens en routes
Van 1870 tot 1879 maakte de SMN gebruik van een etablissement in Den Helder (Nieuwediep) als laad- en losplaats. Met de opening van het Noordzeekanaal in 1876 werden die verplaatst naar Amsterdam, aanvankelijk aan de Oostelijke Handelskade, vanaf 1910 op het nieuw aangelegde Java-eiland (Java- en de Sumatrakade). Het kantoor was gevestigd aan de Prins Hendrikkade, vanaf 1916 samen met andere Amsterdamse rederijen in het Scheepvaarthuis. De maatschappij had een eigen kantoor in Batavia (het latere Jakarta).
In Europa werden o.a. Southampton en Genua aangedaan en regelmatig ook Marseille. In Nederlands-Indië deed men voornamelijk havens aan op de noordkust van Java, zoals Soerabaja en Tandjong Priok. Onderweg werd gebunkerd in bijvoorbeeld Valletta, Port Said, Aden, Colombo en Sabang.
Na de mailboten kwamen er de specifieke schepen zoals vrachtschepen en passagiersschepen. Vooral de passagiersschepen kregen grote bekendheid, zoals Johan de Witt (1920-1948), Christiaan Huygens (1928-1945), Johan van Oldenbarnevelt (1930-1963), Marnix van Sint Aldegonde (1930-1943), Oranje (1939-1964) en Willem Ruys (1947-1964). Ook kwamen er vrachtschepen met passagiersaccommodatie.

## Tweede Wereldoorlog
Tijdens de Tweede Wereldoorlog werd de maatschappij zwaar getroffen. In totaal verloren 913 opvarenden het leven door oorlogshandelingen (Nederlanders, Laskaren, Madoerezen) en er gingen 23 schepen geheel verloren.
Onder de schepen die de maatschappij tijdens de oorlog verloor, bevonden zich ook drie grote passagiersschepen, de Jan Pieterszoon Coen, Marnix van Sint-Aldegonde en de Christiaan Huygens. De Coen werd al in mei 1940 door de Nederlandse Marine afgezonken om de haven van IJmuiden te blokkeren. De Marnix deed dienst als troepentransportschip voor de Britten, onder meer bij de aanval op Noord-Afrika in november 1942, de Landing op Sicilië in juli 1943 (Operation Husky) en de landing bij Salerno (Operation Avalanche) in september 1943. De Marnix werd op 6 november 1943 voorbij Gibraltar op de Middellandse Zee gebombardeerd en ging op 7 november verloren, maar al zijn 1.800 opvarenden wisten zich in veiligheid te brengen.
De maatschappij kreeg na de oorlog negen in Nederlands Oost-Indië in beslag genomen Duitse schepen in beheer, voornamelijk middelgrote vrachtschepen.

## Uitbouw
Na de Tweede Wereldoorlog en na het ontstaan van de staat Indonesië in 1949 en het verslappen van de oude koloniale verbanden moest de SMN op zoek naar nieuwe werkgebieden. Al in 1941 richtte de SMN een dochtermaatschappij op voor de wilde vaart onder de naam Reederij Amsterdam, die na de oorlog in bedrijf kwam. In 1950 schenkt het personeel voor het gebouw aan de Javakade het beeld Fortuna van Pieter Starreveld aan de maatschappij. Nadat in 1960 de reguliere vaart op Indië definitief beëindigd moest worden, zocht de SMN emplooi in de vaart op het Verre Oosten en Noord- en Zuid-Amerika. Vanaf 1968 werkte men ook meer samen met de Koninklijke Java-China-Paketvaart Lijnen (KJCPL).
Daarnaast ging de SMN ook deelnemen in andere vervoerstakken, zoals bijvoorbeeld Martin's Air Charter, het speciaal gasvervoer met de gastanker Antilla Cape, de Container Terminal Amsterdam (CTA) en Van Swieten Autotransport. Op 1 januari 1959 nam de SMN de Hollandse Stoomboot Maatschappij, met diensten op Engeland en West-Afrika, over.

## Fusie
Op 20 januari 1970, net voor het honderdjarig bestaan, fuseerde de SMN met vier andere Nederlandse rederijen tot de Nederlandsche Scheepvaart Unie (NSU), vanaf 1977 bekend als Nedlloyd. De SMN bracht een vloot van 32 schepen in, met een gezamenlijk tonnage van 305.000 brt, aangevuld met diverse dochtermaatschappijen en minderheidsdeelnames in andere bedrijven. Het archief van de SMN werd door Nedlloyd overgedragen aan het Nationaal Archief.